# Nicolò Russo
Nicolò Russo (Napoli, 1677 – Cerreto Sannita, 1756) è stato un ceramista italiano, giovanissimo nel 1693 si trasferì a Cerreto Sannita dove rivoluzionò l'arte figulina locale.

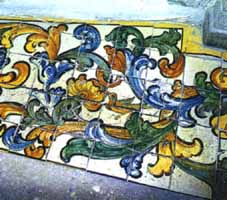
Pavimento della chiesa di San Gennaro in Cerreto Sannita, eseguito da Nicolò Russo nel 1730 circa.

Secondo il dott. Renato Pescitelli, storico locale, fu il principale ceramista cerretese del XVIII secolo assieme ai laurentini Antonio e Nicola Giustiniani.
Nella sua bottega lavorarono molti giovani apprendisti che nel corso del Settecento divennero i principali esponenti della ceramica cerretese: Domenico Marchitto, Santi Festa, Melchiorre Cerri, Nicola e Crescenzo Petruccio, Nicola Marchitto, Salvatore Paduano, Giuseppe Paolino.
Le sue opere principali furono la pavimentazione della chiesa di San Gennaro e di alcune cappelle della collegiata di San Martino in Cerreto Sannita.
Sposò Antonia Tritta di Sant'Agata dalla quale ebbe tre figli.
La sua bottega si trovava in un vano terraneo di Palazzo Mastracchio in via Gizzi.